# Cameron Johnson
Cameron Jordan Johnson (Moon, Pensilvania, 3 de marzo de 1996) es un jugador de baloncesto estadounidense que pertenece a la plantilla de los Denver Nuggets de la NBA. Con 2,03 metros de estatura, ocupa la posición de ala-pívot.

## Trayectoria deportiva

### High School
Asistió en su etapa de instituto al Our Lady of the Sacred Heart High School de Coraopolis, Pensilvania, donde en su temporada sénior promedió 27,8 puntos,8 rebotes y 5 asistencias por partido. Acabó su etapa con 1175 puntos.

### Universidad
Tras comprometerse en abril de 2014 con los Panthers de la Universidad de Pittsburgh, en su año freshman sufrió una lesión tras haber disputado únicamente ocho partidos, que le hizo perderse el resto de la temporada. Jugó dos temporadas más con los Panthers, promediando en total 8,0 puntos, 3,0 rebotes y 1,3 asistencias por partido,
Tras graduarse en Pittsbourg con un grado de comunicaciones en tres años, marchó a los Tar Heels de la Universidad de Carolina del Norte en Chapel Hill, donde jugó dos temporadas más, promediando 15,0 puntos, 5,3 rebotes y 2,4 asistencias. En su último año fue incluido en el mejor quinteto de la Atlantic Coast Conference.

#### Estadísticas
| Año     | Equipo         | PJ  | PT | MPP  | %TC  | %3P  | %TL  | RPP | APP | ROB | TPP | PPP  |
| ------- | -------------- | --- | -- | ---- | ---- | ---- | ---- | --- | --- | --- | --- | ---- |
| 2014-15 | Pittsburgh     | 8   | 0  | 14.4 | .394 | .348 | .500 | 1.1 | .5  | .1  | .4  | 4.5  |
| 2015-16 | Pittsburgh     | 32  | 1  | 11.7 | .397 | .375 | .808 | 1.8 | .5  | .3  | .2  | 4.8  |
| 2016–17 | Pittsburgh     | 33  | 33 | 33.3 | .447 | .415 | .811 | 4.5 | 2.3 | .9  | .3  | 11.9 |
| 2017–18 | North Carolina | 26  | 20 | 29.3 | .426 | .341 | .847 | 4.7 | 2.3 | .7  | .2  | 12.4 |
| 2018–19 | North Carolina | 36  | 36 | 29.9 | .505 | .457 | .818 | 5.8 | 2.4 | 1.2 | .3  | 16.9 |
| Total   | Total          | 135 | 90 | 25.4 | .456 | .405 | .817 | 4.1 | 1.8 | .8  | .3  | 11.2 |

### Profesional

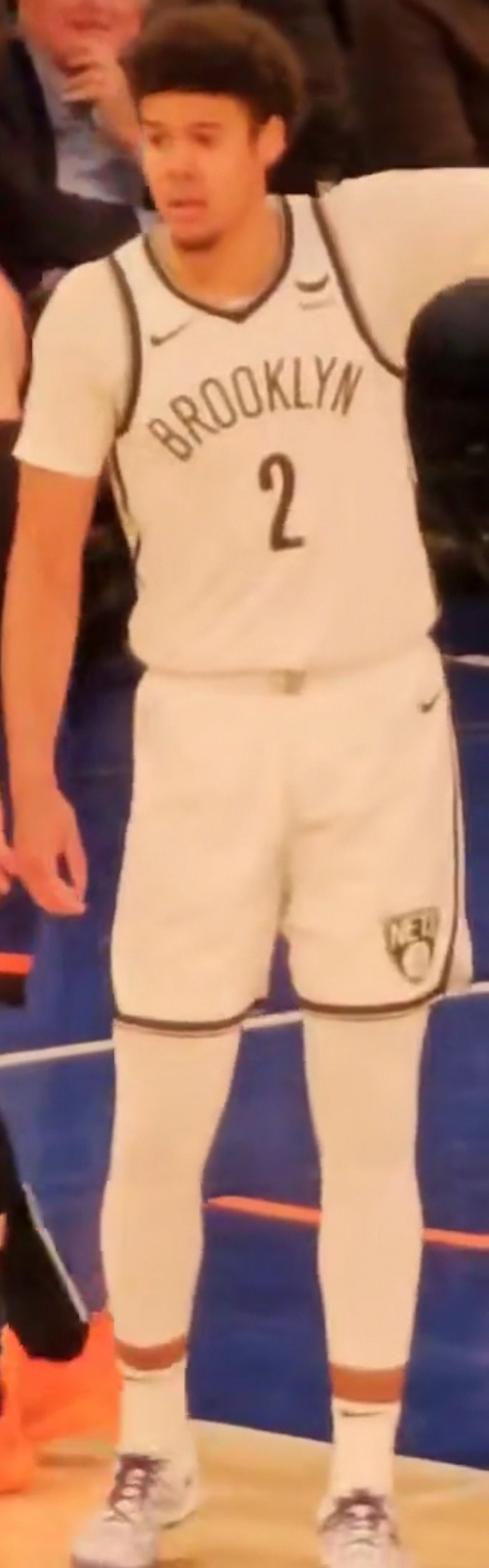
Johnson con Nets en 2024.

Fue elegido en la undécima posición del Draft de la NBA de 2019 por Minnesota Timberwolves, pero fue inmediatamente traspasado junto con Dario Šarić a los Phoenix Suns a cambio de Jarrett Culver, el número 6 del draft.
Durante su tercera temporada en Phoenix, el 4 de marzo de 2022 ante New York Knicks, anota 38 puntos, incluyendo un triple ganador sobre la bocina.
El 8 de febrero de 2023 es traspasado, junto a Mikal Bridges y Jae Crowder, a Brooklyn Nets a cambio de Kevin Durant y T. J. Warren. En junio de 2023, acuerda una extensión de contrato con los Nets por 4 años y $108 millones.
Tras dos temporadas y media en Brooklyn, el 30 de junio de 2025, es traspasado a Denver Nuggets a cambio de Michael Porter Jr..

### Selección nacional
Durante agosto y septiembre de 2023 fue integrante de la selección de Estados Unidos que participó en el Mundial de 2023 celebrado en Asia, y que finalizó en cuarto lugar, tras perder la final de consolación ante Canadá.

## Estadísticas de su carrera en la NBA

### Temporada regular
| Año     | Equipo   | PJ  | PT  | MPP  | %TC  | %3P  | %TL  | RPP | APP | ROB | TPP | PPP  |
| ------- | -------- | --- | --- | ---- | ---- | ---- | ---- | --- | --- | --- | --- | ---- |
| 2019-20 | Phoenix  | 57  | 9   | 22.0 | .435 | .390 | .807 | 3.3 | 1.2 | .6  | .4  | 8.8  |
| 2020-21 | Phoenix  | 60  | 11  | 24.0 | .420 | .349 | .847 | 3.3 | 1.4 | .6  | .3  | 9.6  |
| 2021-22 | Phoenix  | 66  | 16  | 26.2 | .460 | .425 | .860 | 4.1 | 1.5 | .9  | .2  | 12.5 |
| 2022-23 | Phoenix  | 17  | 16  | 25.3 | .474 | .455 | .818 | 3.8 | 1.5 | .9  | .4  | 13.9 |
| 2022-23 | Brooklyn | 25  | 25  | 30.8 | .468 | .372 | .851 | 4.8 | 2.1 | 1.4 | .3  | 16.6 |
| 2023-24 | Brooklyn | 58  | 47  | 27.6 | .446 | .391 | .789 | 4.3 | 2.4 | .8  | .3  | 13.4 |
| 2024-25 | Brooklyn | 57  | 57  | 31.6 | .475 | .390 | .893 | 4.3 | 3.4 | .9  | .4  | 18.8 |
| Total   | Total    | 340 | 181 | 26.5 | .453 | .392 | .851 | 3.9 | 2.0 | .8  | .3  | 12.9 |

### Playoffs
| Año   | Equipo   | PJ | PT | MPP  | %TC  | %3P  | %TL  | RPP | APP | ROB | TPP | PPP  |
| ----- | -------- | -- | -- | ---- | ---- | ---- | ---- | --- | --- | --- | --- | ---- |
| 2021  | Phoenix  | 21 | 0  | 21.1 | .500 | .446 | .906 | 3.1 | .8  | .9  | .2  | 8.2  |
| 2022  | Phoenix  | 13 | 3  | 24.6 | .465 | .373 | .813 | 3.5 | 1.5 | .4  | .1  | 10.8 |
| 2023  | Brooklyn | 4  | 4  | 38.0 | .509 | .429 | .857 | 5.8 | 2.8 | .8  | .3  | 18.5 |
| Total | Total    | 38 | 7  | 24.1 | .489 | .416 | .859 | 3.6 | 1.2 | .7  | .2  | 10.2 |